# Daseochaeta verbenata
Daseochaeta verbenata är en fjärilsart som beskrevs av William Lucas Distant 1898. Daseochaeta verbenata ingår i släktet Daseochaeta och familjen nattflyn. Inga underarter finns listade i Catalogue of Life.